# Casa-Museo de Miguel Hernández
La Casa Museo de Miguel Hernández es la casa donde vivió el poeta Miguel Hernández junto a su familia desde 1914 hasta 1934. Cuatro años antes, en 1910 nacía en una casa más pequeña ubicada en la calle San Juan, también en Orihuela. En ella pasó su niñez y desarrolló su adolescencia entre cabras y montes, mientras descubría a los clásicos de la literatura española hasta marcharse a Madrid. Se encuentra enclavada en la falda del monte de san Miguel, junto al Colegio del patriarca o Colegio de Santo Domingo donde Hernández estudió durante algunos años.
Se trata de una construcción típica de Orihuela, de planta única. En ella se conservan recuerdos de la familia y fotografías de Miguel y su familia. Tiene dos dormitorios, la cocina, el vestíbulo y dos habitaciones más. 
Además, la casa cuenta con un patio interior donde predominan las plantas aromáticas y flores que aparecen en la poesía de Hernández. También cuenta con un pozo, un granero construido adosando una planta superior en la parte trasera de la casa y el corral de dimensiones amplias donde el padre de Miguel guardaba el ganado, ya que era tratante de ganado. Además conserva un pequeño huerto donde la familia plantaba para consumo propio. En dicho huerto se encuentra la Higuera en la que Miguel solía apoyarse para escribir y a la que dedicó algunos poemas, árbol que junto a las palmeras está muy presente en su poesía.
En 1981 el Excmo. Ayuntamiento de Orihuela compró la vivienda con la intención de convertirla en un museo. Tras varios proyectos fue restaurada gracias al Banco Exterior de España, abriendo definitivamente sus puertas el 28 de marzo de 1985 (aniversario de la muerte del poeta).
En 2001 se utilizaron sus instalaciones para el rodaje de la miniserie biográfica Viento del pueblo. Miguel Hernández.
Desde 2020 el itinerario de la visita está formado por el Centro de Recepción de Visitantes, donde el visitante puede ver primeras ediciones de sus publicaciones, fotografías, homenajes e incluso escuchar la voz del propio poeta. Desde allí, se accede la Casa familiar y desde el interior se pasa a la Sala de Exposiciones Temporales, que ha contado con exposiciones temporales sobre Federico García Lorca, Vicente Aleixandre, María Zambrano, Maruja Mallo, José Caballero, Pablo Neruda o Gregorio Prieto.

## Galería

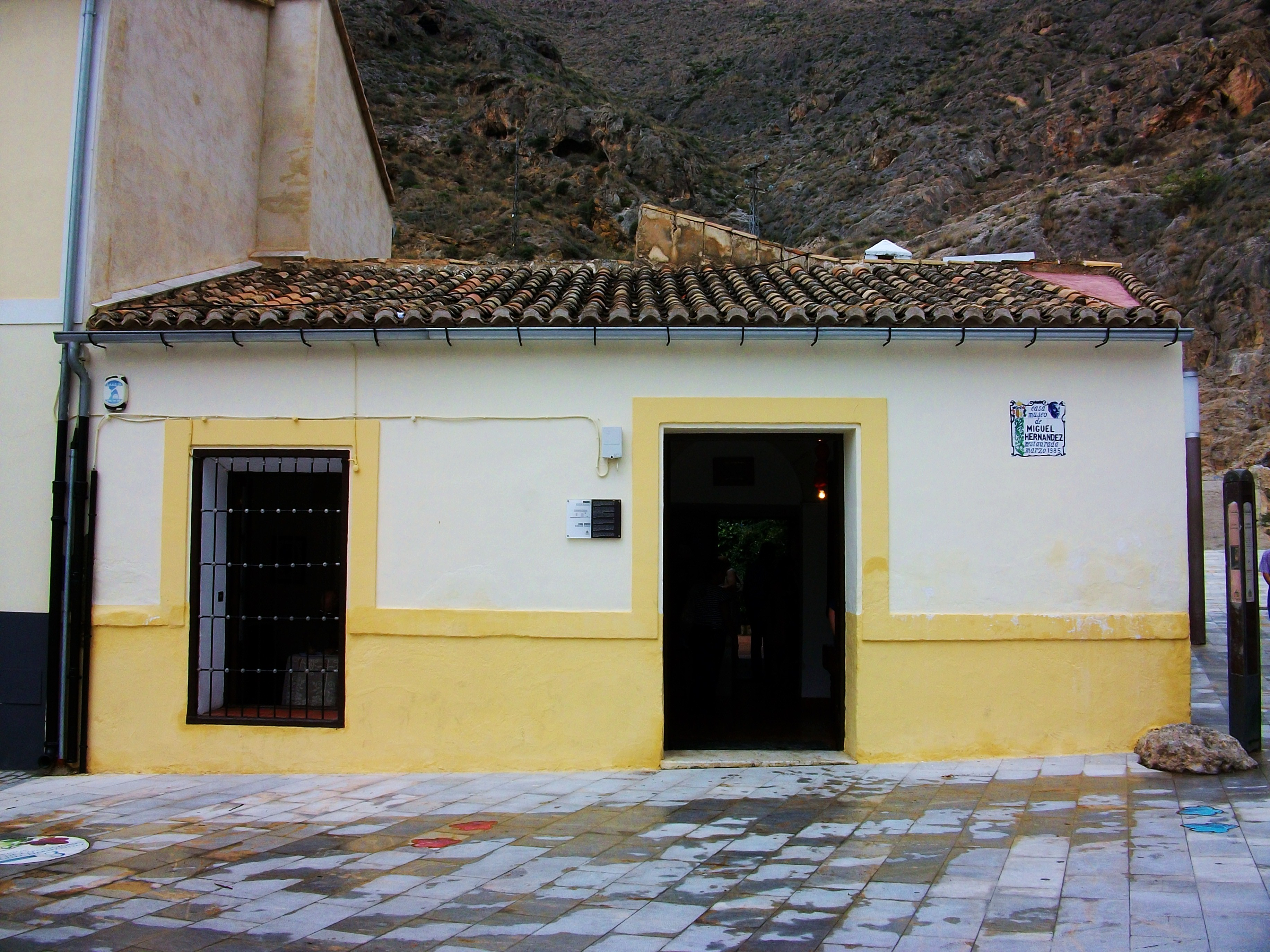
Fachada de la casa.
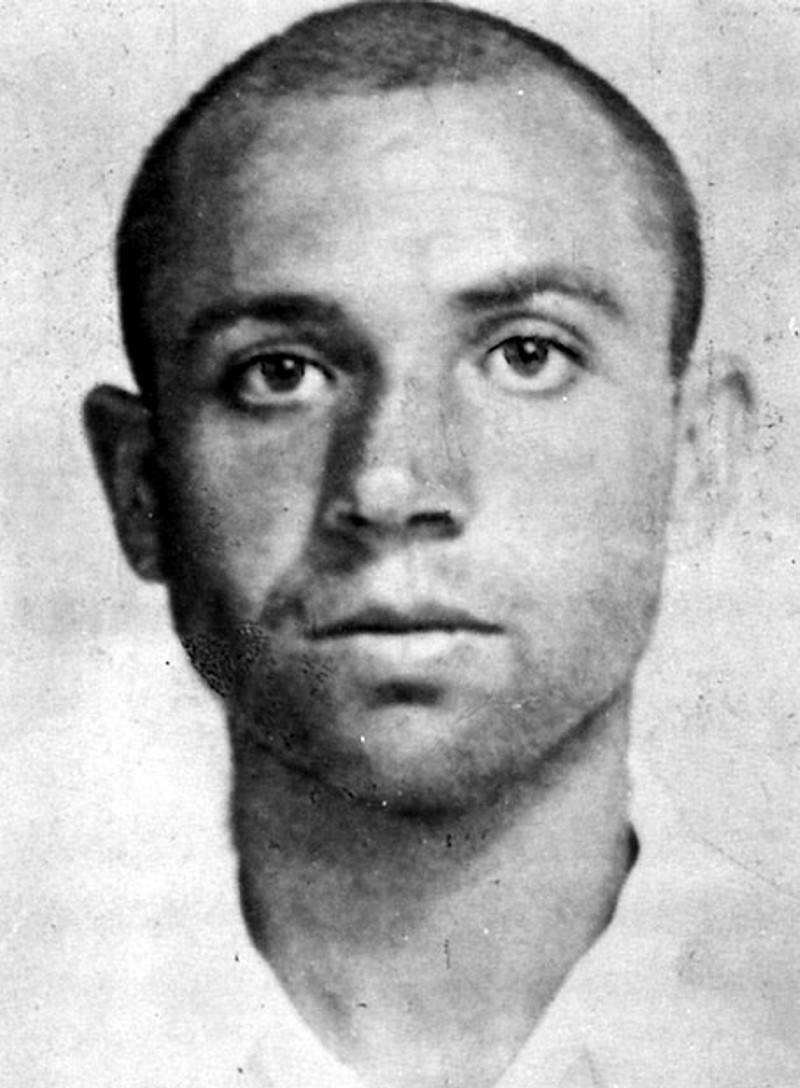
Miguel Hernández
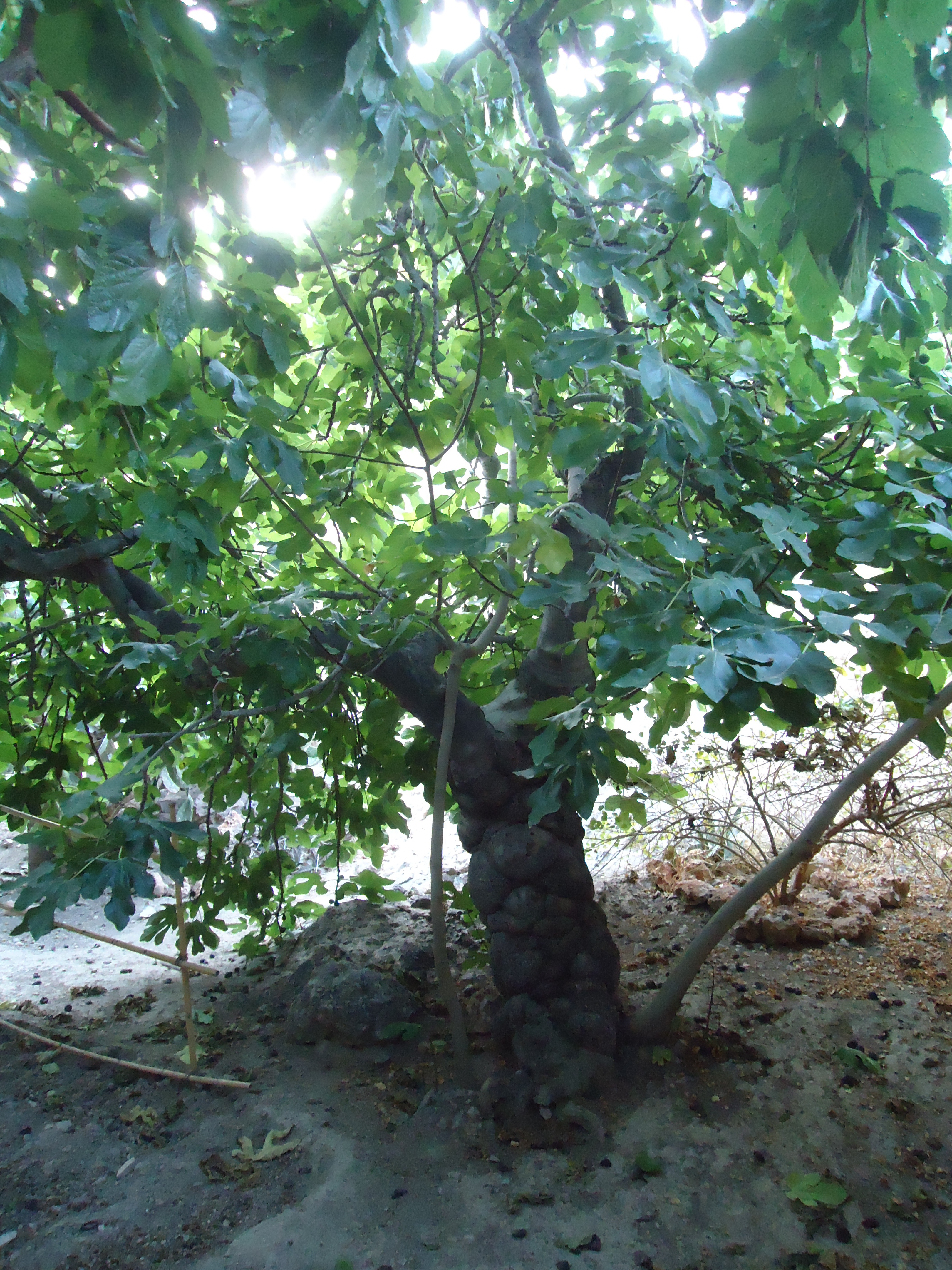
Higuera bajo la cual escribía y pasaba sus ratos Miguel Hernández.
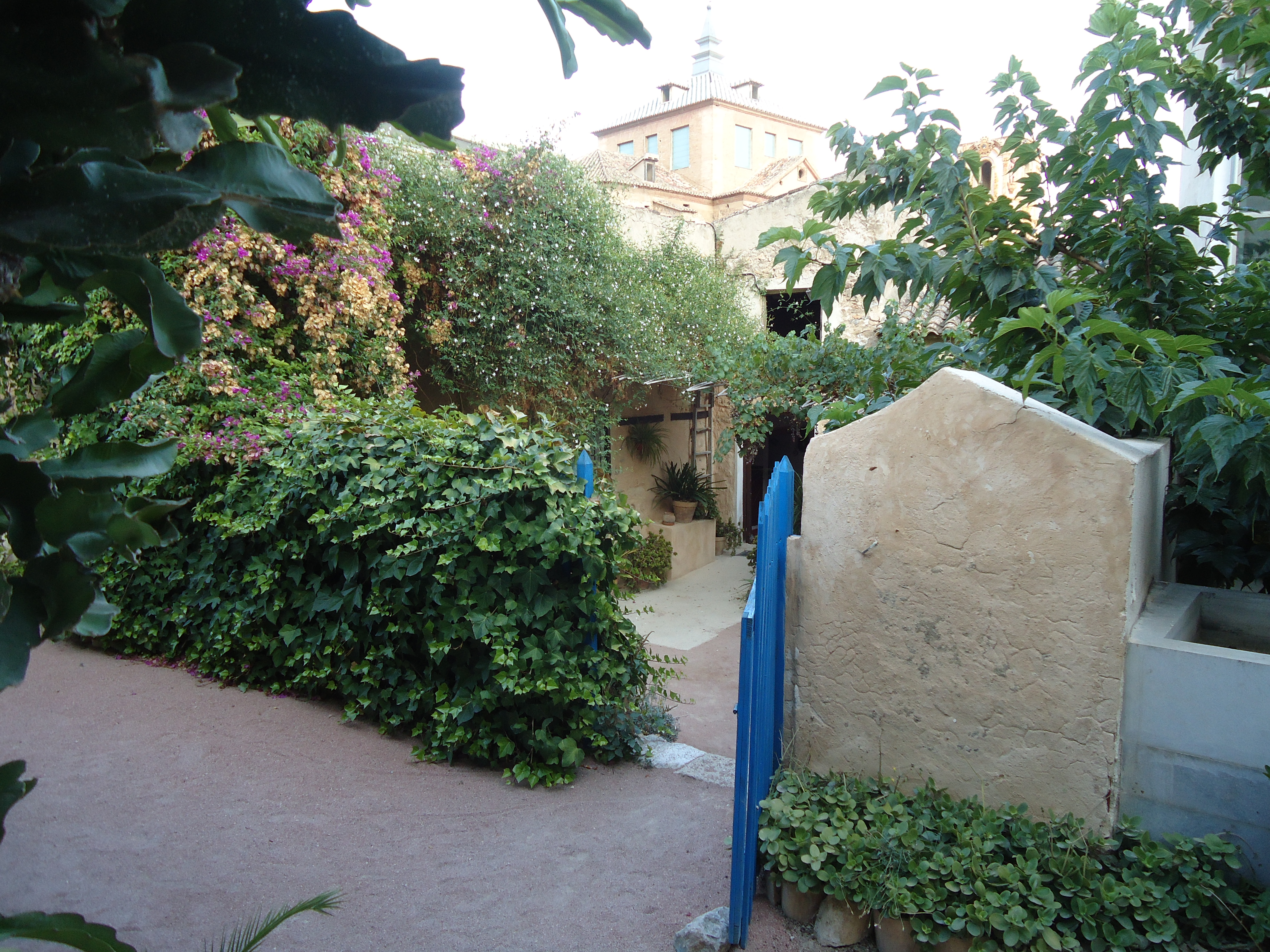
Patio de la casa, con el convento de Santo Domingo al fondo.
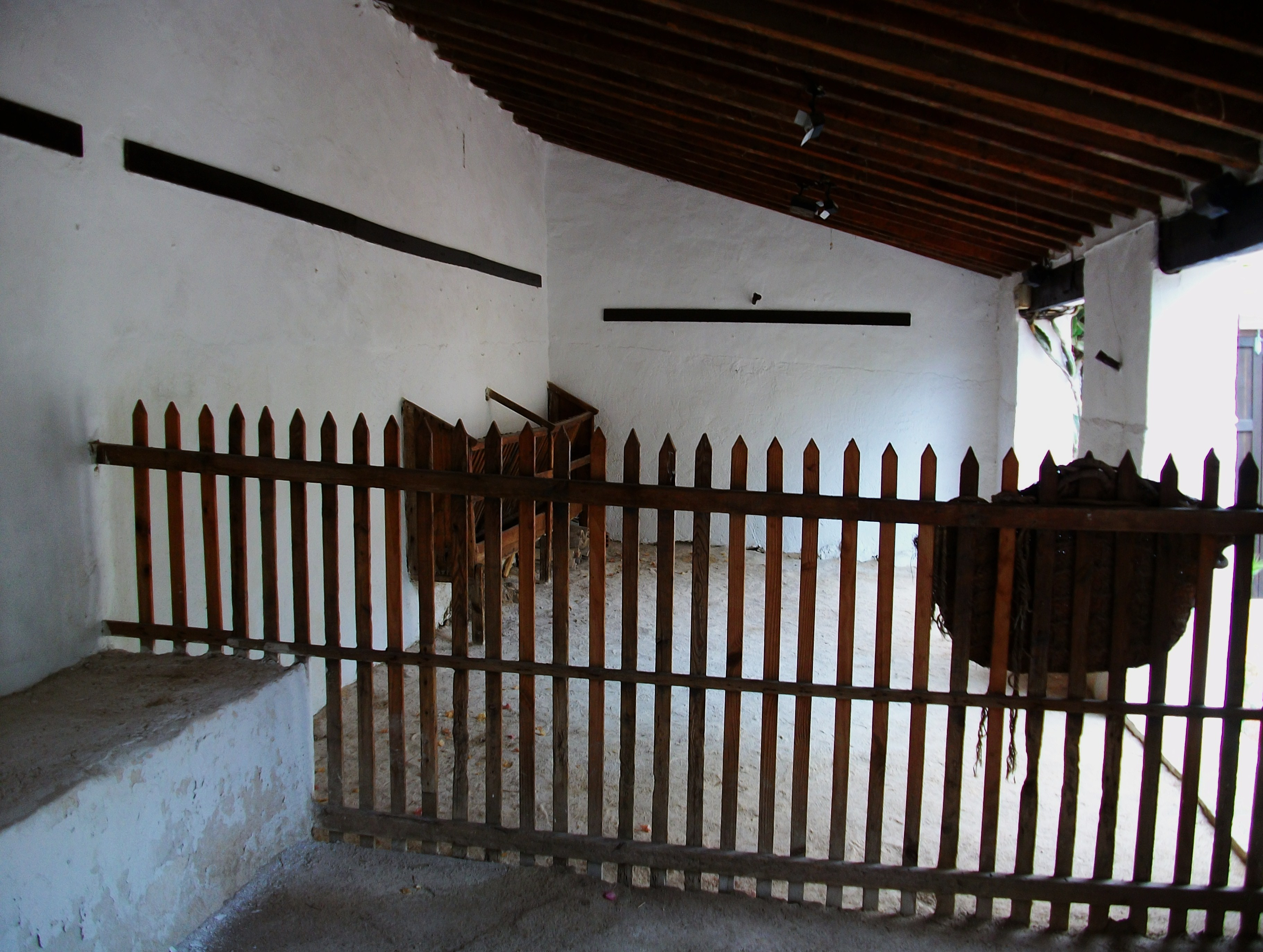
Cobertizo para las cabras.
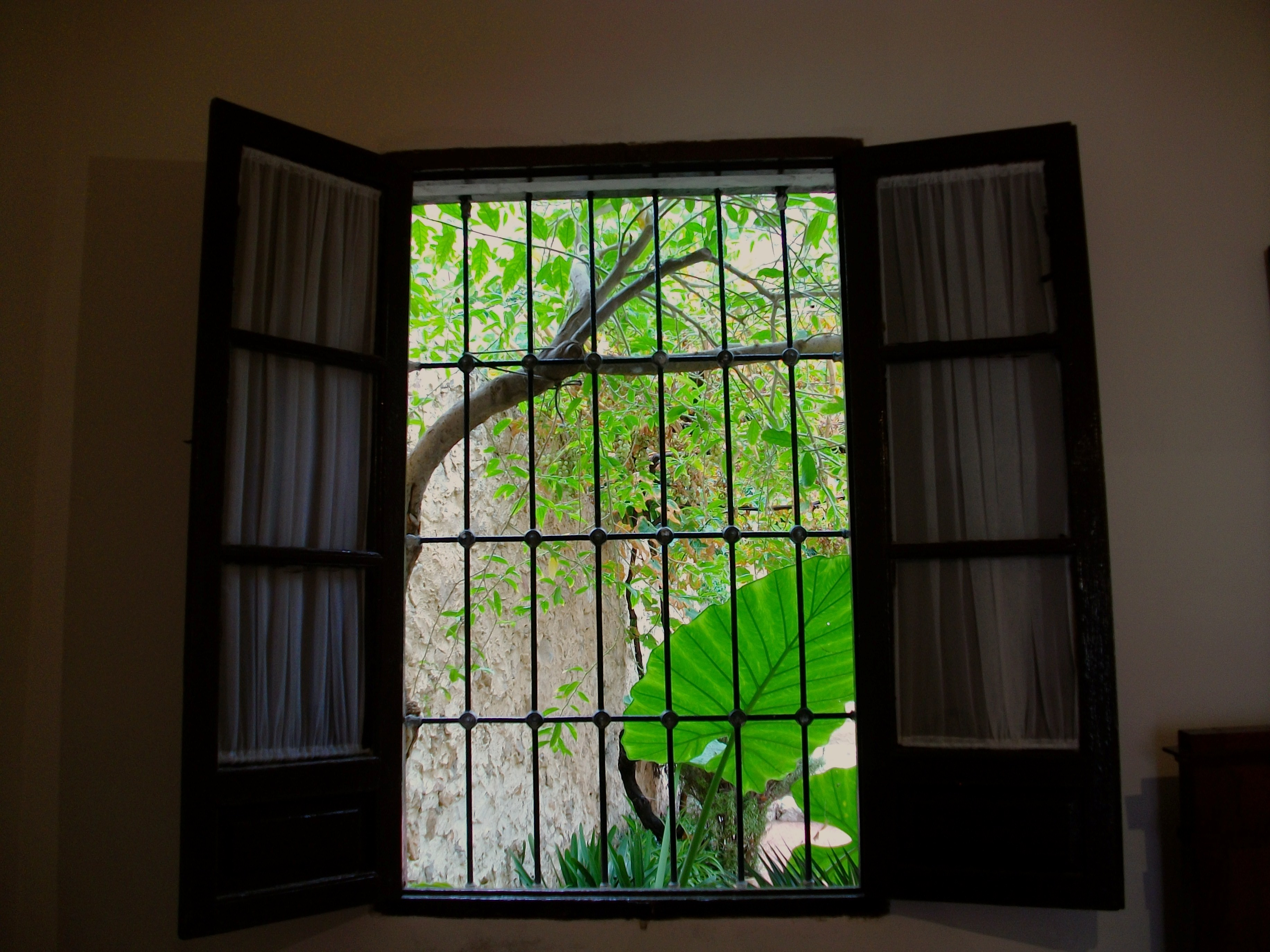
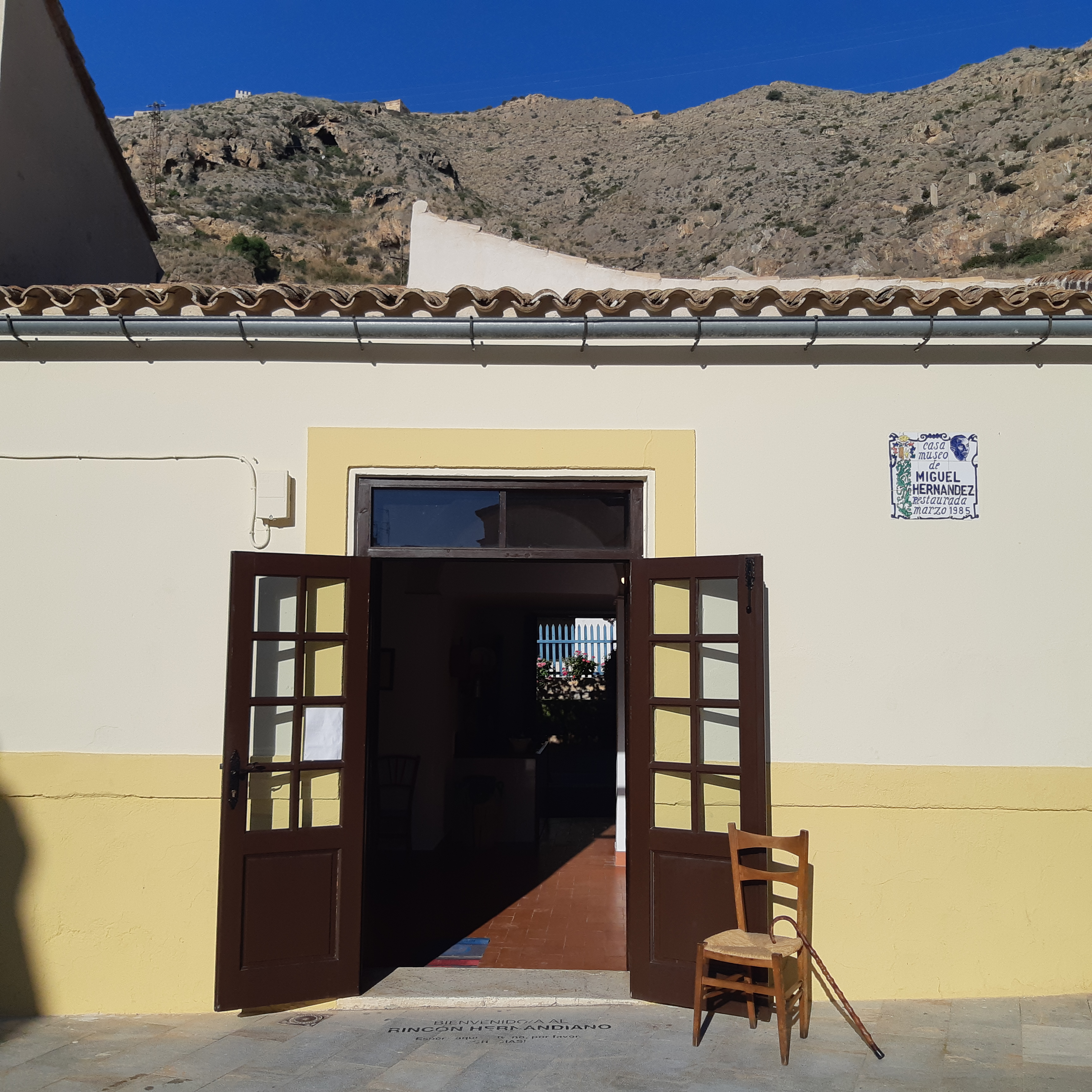
Puerta de acceso a la Casa Museo
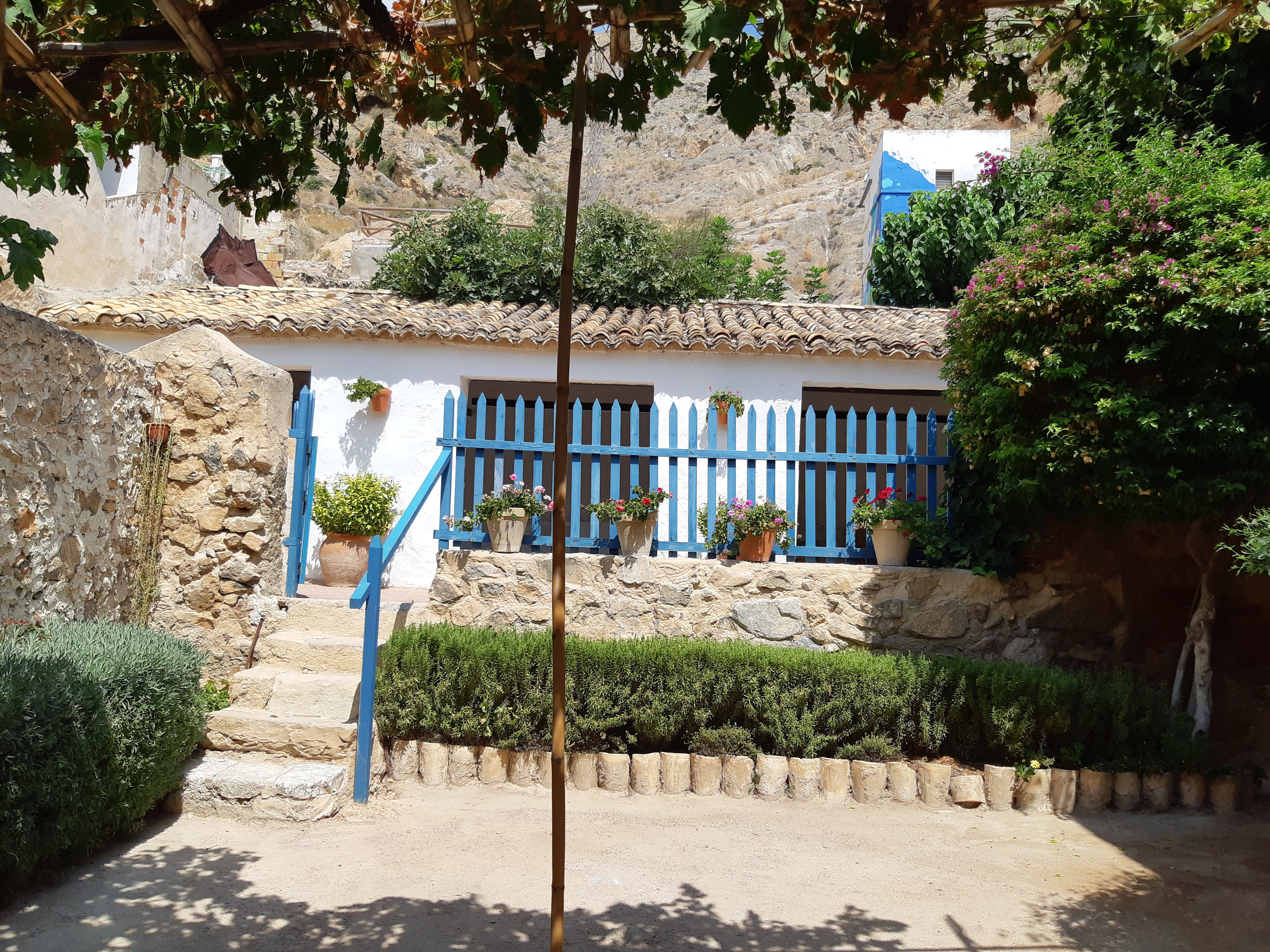
Patio interior de la Casa Museo de Miguel Hernández